# Minerales haluros

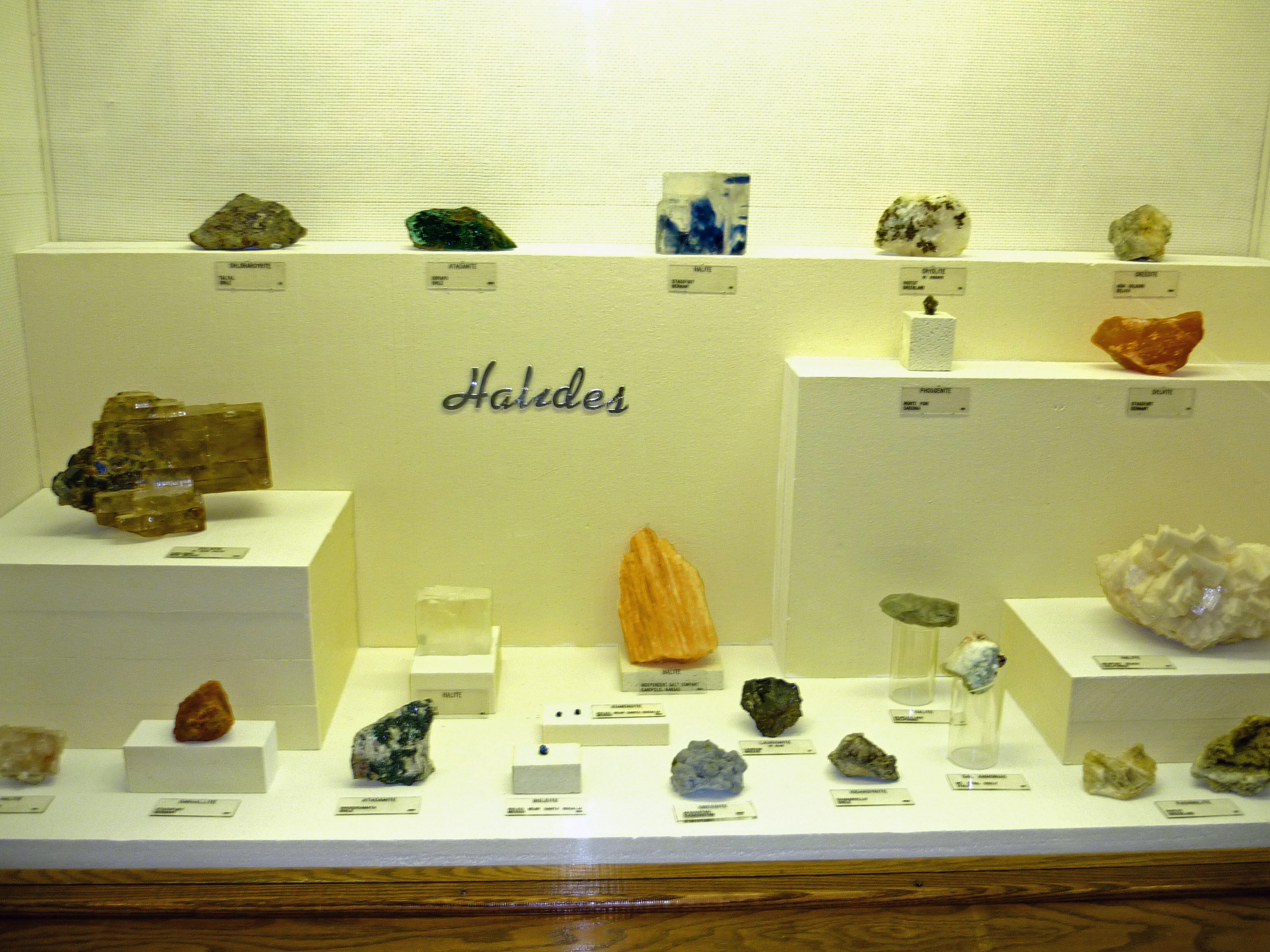
Colección de minerales haluros del Museo de Geología de Dakota del Sur

La clase de los minerales haluros (o halogenuros).es una de las diez en que se clasifican los minerales según el sistema de Clasificación de Strunz, asignándole el código 3 a este grupo.  El nombre lo reciben por estar formados por compuestos de elementos halógenos (flúor, cloro, bromo y yodo). Incluye tanto compuestos binarios, como la halita o sal gema (NaCl) o la  fluorita (CaF2), como minerales con composición mucho más compleja, como la criolita (Na3AlF3) o la pachnolita (NaCaAlF6.H2O). 

En esta clase 03 se incluyen los siguientes tipos: haluros o halogenuros simples o complejos, con H2O o sin ella, así como derivados oxihaluros, hidroxihaluros y haluros con doble enlace.

## Divisiones
Se consideran 23 familias agrupadas en las 5 divisiones siguientes:

### 03.A - Haluros simples, sin H2O
- 3.AA M:X = 1:1, 2:3, 3:5, etc.
- 3.AB M:X = 1:2
- 3.AC M:X = 1:3

### 03.B - Haluros simples, con H2O
- 3.BA M:X = 1:1 y 2:3
- 3.BB M:X = 1:2
- 3.BC M:X = 1:3
- 3.BD Haluros simples, con H2O y OH adicional

### 03.C - Haluros complejos
- 3.CA Borofluoruros
- 3.CB Neso-aluminofluoruros
- 3.CC Soro-aluminofluoruros
- 3.CD Ino-aluminofluoruros
- 3.CE Filo-aluminofluoruros
- 3.CF Tecto-aluminofluoruros
- 3.CG Aluminofluoruros con CO3, SO4, PO4
- 3.CH Silicofluoruros
- 3.CJ Con complejos MX6; donde M = Fe, Mn, Cu
- 3.CK Haluros de Bi, etc.

### 03.D - Oxihaluros, hidroxihaluros y haluros con doble enlace
- 3.DA Con Cu, etc., sin Pb
- 3.DB Con Pb, Cu, etc.
- 3.DC Con Pb (As,Sb,Bi), sin Cu
- 3.DD Con Hg
- 3.DE Con Elementos Tierras raras

### 03.X - Haluros no clasificados
- 03.XX Desconocidos